# 박금철
박금철(朴金喆, 1911년 7월 1일~1967년?)은 한국의 독립운동가이며 조선민주주의인민공화국의 정치인이다. 1961년 9월 11일부터 1967년 3월까지 북한의 최고인민회의 상임위원회 부위원장 겸 국가부수반이었고 1967년에는 내각부총리도 겸임하였으나 곧 숙청되었다. 갑산파 공산주의자로 분류된다. 함경남도 단천군 출생으로 거주지는 갑산군 운흥면이었다.
갑산보통학교를 졸업하였고, 1930년대 갑산에서 항일지하운동을 하였다. 1936년에 김일성(金日成), 박달(朴達) 등과 함께 조선민족해방동맹을 조직, 결성하였다. 조국광복회의 지역 조직으로서 1937년에 김일성이 국내로 진공해 들어온 보천보 전투에 공을 세웠다. 1938년 혜산 사건으로 일본경찰에 체포되어 무기징역형을 선고받고 서대문 형무소에 수감되었다. 복역 중 1945년 8․15 광복으로 8월 16일 출감하였다.
1948년 북조선로동당 중앙위원회 위원이 되고 1952년 조선노동당 중앙위원회 조직부장을 지냈으며, 19년 조선노동당 중앙위원회 부위원장 겸 당 정치위원회 위원으로 선임되었다. 1956년 7월 내각 부수상, 1957년 조국통일민주주의전선 상무위원 등을 지냈다.
1961년 9월 11일에 열려 18일간이나 계속된 제4차 조선로동당 당 대회에서 북한의 최고인민회의 상임위원회 부위원장 겸 국가부수반에 선출되었다. 1966년 10월 조선로동당 정치위원 겸 당 중앙위원회 비서국 비서 등을 지내고 1967년 내각 부수상에 이르렀다.
실학과 같은 민족전통의 혁명사상에 대해 관심을 가졌던 갑산파의 일원으로, 당간부들에게 목민심서를 읽게하고 실학에 대해 높게 평가하는 등 부르주아 사상과 수정주의, 봉건유교 사상을 퍼뜨렸다는 비난과 함께 1967년 3월 숙청되었다. 숙청된 뒤 박금철은 정치범 수용소로 옮겨졌다. 박금철 등 갑산파를 숙청한 김일성은 이듬해인 1968년 자기의 생일을 국가 명절로 지정하는 등 개인우상화에 박차를 가했고, 황장엽 등을 동원해 김일성 유일사상인 주체사상을 체계화하여 '1당 독재 제체'를 '1인 세습 독재 체제'로 전환하였다. 한편 그의 부인은 박금철 생전에도 아편 밀매를 했으며, 그가 숙청된 뒤에도 아편 장사로 생계를 이어갔다.

## 같이 보기
- 갑산파
- 최고인민회의
- 최용건
- 홍명희
- 김원봉